# إنريكي لوبيز
إنريكي لوبيز (بالإسبانية: Enrique López Zarza)‏ (مواليد 25 أكتوبر 1957) هو لاعب كرة قدم. يلعب مع منتخب المكسيك لكرة القدم. سبق له أن لعب في كأس العالم لكرة القدم مع منتخب بلاده.

## مسيرته الكروية
لعب إنريكي لوبيز خلال مسيرته الاحترافية مع 5 أندية في سبعة عشر موسمًا وسجل خلالها 48 هدفًا ضمن 415 مباراة. ولم يفز بأي موسم بالكأس وفاز في موسمين بالدوري.
خاض إنريكي لوبيز مسيرته مع نادي أونيفرسيداد ناسيونال في موسم 1975–76 ليلعب معه ثمانية مواسم، مشاركًا في 186 مباراة سجل خلالها 25 هدفًا. ثم انتقل إلى نادي بويبلا في موسم 1983–84 ليلعب معه أربعة مواسم، حيث شارك في 84 مباراة سجل خلالها 13 هدفًا. لينتقل بعدها إلى نادي أتلانتي إف سي في موسم 1987–88 لمدة موسم واحد، مشاركًا في 34 مباراة سجل خلالها 4 أهداف. ثم انتقل إلى كوبراز إنديوز دي سيوداد خواريز ‏ في موسم 1988–89 واستمر معه طيلة ثلاثة مواسم، مشاركًا في 94 مباراة سجل خلالها 6 أهداف. هذا وانتقل لاحقًا إلى نادي كلوب ليون في موسم 1992–93 لمدة موسم واحد، مشاركًا في 17 مباراة ولم يسجل أي هدف.

## روابط خارجية
- إنريكي لوبيز على موقع الاتحاد الدولي (مؤرشف)  (الإنجليزية)
- إنريكي لوبيز على موقع قاعدة بيانات كرة القدم.إي يو (الإنجليزية)
- إنريكي لوبيز على موقع ناشيونال فوتبول تيمز (الإنجليزية)